# Ulica Seweryna Pieniężnego w Olsztynie

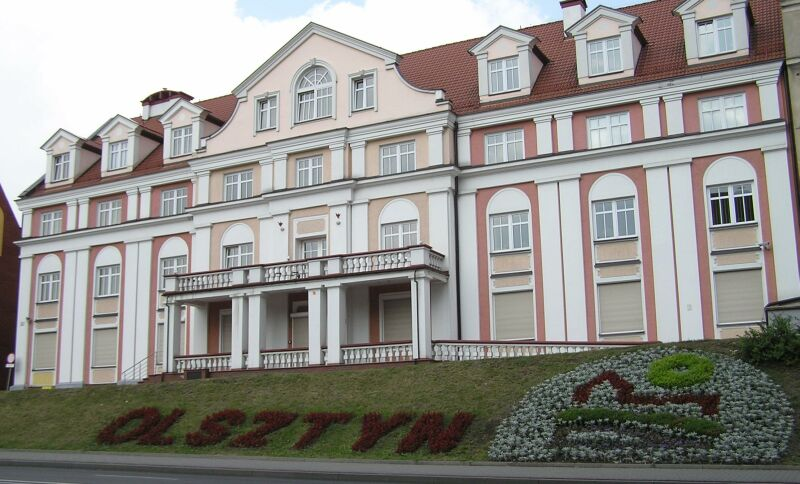
Kuria Metropolii Warmińskiej

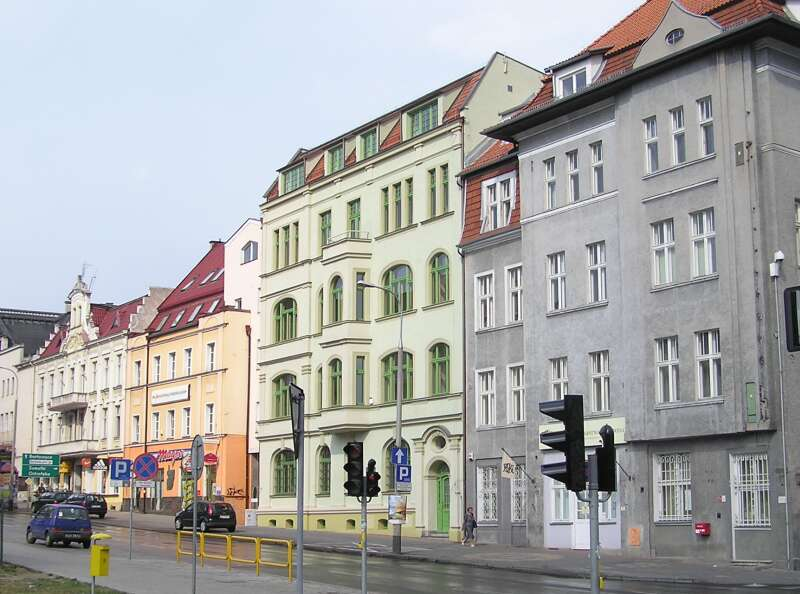
Kamienice przy skrzyżowaniu z ul. 22 Stycznia i pl. Jedności Słowiańskiej

Ulica Seweryna Pieniężnego w Olsztynie – jedna z głównych ulic olsztyńskiego Śródmieścia. Rozciąga się od skrzyżowania z ulicą 1 Maja, aleją Piłsudskiego oraz ulicą 11 Listopada do skrzyżowania z ulicą Szrajbera i ulicą Knosały.
Do II wojny światowej nazwa ulicy brzmiała Wilhelmstraße (ulica Wilhelma I Hohenzollerna).

## Obiekty
Przy ulicy Pieniężnego znajdują się m.in.:
- Główny Urząd Poczty Polskiej w Olsztynie, mający swą siedzibę w neogotyckim budynku z końca XIX wieku,
- Kuria Metropolii Warmińskiej, w czasach Prus Wschodnich dom publiczny
- Budynek nr 22 (Dom Kopernika), który był niegdyś siedzibą polskich organizacji rzemieślniczych, zorganizowanych przez ks. F. Schreibera,
- Budynek Banku Olsztyńskiego (obecnie siedziba Zakładu Elektronicznej Techniki Obliczeniowej.

## Komunikacja
Ulicą Pieniężnego biegną trasy 12 linii autobusów miejskich (w tym dwie nocne oraz jednej podmiejskiej). Są to linie numer: 101, 105, 107, 109, 111, 113, 116, 128, 136, 309, N01 oraz N02.

## Dane drogi
Ulica Pieniężnego jest drogą posiadającą na całym odcinku dwa pasy ruchu w kierunku północnym i jeden w kierunku południowym.
Na trasie ulicy zainstalowane są 3 sygnalizacje świetlne:
- przy skrzyżowaniu z ulicami 1 Maja, 11 Listopada i aleją Piłsudskiego,
- przy skrzyżowaniu z pl. Jedności Słowiańskiej i ul. 22 Stycznia,
- przy skrzyżowaniu z ulicą Staszica.

W ciągu ulicy Pieniężnego, nad rzeką Łyną znajduje się  Most św. Jakuba (dawny Wilhelmbrücke – Most Wilhelmski).